# ویفکیند (ویسکانسین)
ویفکیند، ویسکانسین (به انگلیسی: Veefkind, Wisconsin) یک محدوده ثبت‌نشده در ایالات متحده آمریکا است که در شهرستان کلارک، ویسکانسین واقع شده‌است.

## خصوصیات
ویفکیند ۳۹۱٫۰۶ متر بالاتر از سطح دریا واقع شده‌است.